# Alcyonium grandis
Alcyonium grandis är en korallart som beskrevs av Casas, Ramil och van Ofwegen 1997. Alcyonium grandis ingår i släktet Alcyonium och familjen läderkoraller.
Artens utbredningsområde är Södra Ishavet. Inga underarter finns listade i Catalogue of Life.